# 新站街道
新站街道，是中华人民共和国吉林省通化市东昌区下辖的一个乡镇级行政单位。

## 行政区划
新站街道下辖以下地区：
东庆社区、胜利社区、新山社区、保安社区、靖宇社区、新桥社区和新兴社区。